# Derrame Rock
El Festival Derrame Rock es un festival de música rock creado en 1996 que se celebra en Asturias , España. Su principal organizador es el sello discográfico Santo Grial Producciones. En 2011 el festival fue celebrado en Orense con gran afluencia de público, el doble que en las ediciones celebradas en el Principado de Asturias; el festival continuará en Orense en los próximos años.
Los comienzos del Festival fueron modestos. Se trataba tan solo de una noche con tres o cuatro grupos españoles, celebrada una vez al año en ubicación itinerante. Con los años, el cartel fue aumentando hasta llegar a los tres días de duración actuales, con música simultánea en varios escenarios. Poco a poco, se ha ido abriendo a grupos de otras tendencias, como el pop rock o el hip hop, e incluso han comenzado a ser contratados grupos extranjeros. Asimismo, en los últimos tres años se ha consolidado el Concejo de Pravia y, dentro de este, el pueblo de Agones como lugar de celebración. En el año 2011 su ubicación se traslada a la ciudad de Orense.

## Ediciones

### Derrame Rock 1
Recinto Ferial de Grado
20 de julio de 1996
- Extremoduro, gira Extremo y Tu
- Platero y Tú
- La Destilería

### Derrame Rock 2
Pabellón de los Deportes de Gijón
18 de julio de 1997
- Los Suaves
- La Destilería
- Koma

### Derrame Rock 3
Plaza de Toros de Gijón
21 de agosto de 1998
- Barricada
- M Clan
- Tierra de Nadie
- K-Tulu

### Derrame Rock 4
Discoteca La Real de Oviedo
22 de octubre de 1999
- Soziedad Alkoholika
- A Palo Seko
- Fe de Ratas
- K-Tulu

### Derrame Rock 5
Campo de fútbol de Ganzábal, La Felguera
30 de junio y 1 de julio de 2000
| Día 30 - Barón Rojo | Día 1 - Los Suaves - Rosendo - Fe de Ratas - Tierra de Nadie - Escuela de Odio |  |  |

### Derrame Rock 6
Campo de fútbol de Ganzábal, La Felguera
29 y 30 de junio de 2001
| - Mägo de Oz - La Polla - Avalanch - Reincidentes - Grave Digger | - Fe de Ratas - Lujuria - Soziedad Alkoholika - Hamlet - Boikot | - Koma - Dixebra - MDH - Grass - Escuela de Odio | - Mala Reputación - Insania - The Birras |

### Derrame Rock 7
Campo de La Moral, La Felguera
27, 28 y 29 de junio de 2002
| - Barricada - Los Suaves - Edguy - Obús - La Polla - Soziedad Alkoholika - Marea - El Último Ke Zierre | - Tierra Santa - Koma - Saratoga - Su Ta Gar - Porretas - Sôber - Segismundo Toxicómano - Rivendel Lords | - Zirrosis - Northwind - A Palo Seko - Sphinx - Transfer - Skunk D.F. - Ankhara - Biotech | - Experimento Quatermass - Sikarios - La Fuga - Cormorant - The Birras - Sugarless - El Bueno, el Feo y el Malo - Capitán Memo |

### Derrame Rock 8
Campo de La Moral, La Felguera
26, 27 y 28 de junio de 2003
| - Rosendo - Reincidentes - La Polla - Saratoga - Hamlet - Moonspell - Sôber - Avalanch - Ilegales - Fe de Ratas - Warcry - Narco - Los Muertos de Cristo - La Fuga - Manolo Kabezabolo | - Lujuria - M.C.D. - Boikot - Segismundo Toxicómano - Disidencia - Beethoven R - Transfer - Dixebra - Biotech - Mala Reputación - Saurom Lamderth - Kannon - Sugarless - Sikarios - Madera Rock | - Coilbox - Jacky Trap - Bulldozer - Karbon 14 - Vendaval - Vantroi - Red Wine - Human - Berri Txarrak - N.D. No - Tiro na Testa - Hedswip - Sway - Freak XXI - A Palo Seko | - Violadores del Verso - SFDK - Tote King - Rapsusklei - Mendozah - L.O.R. - Vecinox Lokos - Dos Cabrones - YoesDee y Maraña |

### Derrame Rock, ¿peligro de extinción?
Sala Quattro de Avilés
19 de diciembre de 2003
Concierto especial realizado prácticamente a modo de despedida del festival, cuando parecía que era imposible seguir llevando a cabo su organización.
- Dixebra
- Fe de Ratas
- Escuela de Odio
- Mala Reputación
- Jacky Trap

### Derrame Rock 9
Recinto Deportivo de Agones, Pravia
1, 2 y 3 de julio de 2004
| Día 1 - Barricada - Brecha - Bourbon - "2 bandas del punk 2ª generación": - Distorsión Pro - Gandalla | Día 2 - O'Funk'Illo - Sugarless - Jacky Trap - La Gran Orquesta Republicana - Hora Zulú - Meinhoff - Escuela de Odio - "2 bandas del punk 2ª generación": - Discordia - La Familia Iskariote | Día 3 - Los Suaves - La Fuga - Koma - Kannon - Poncho K - Silencio Absoluto - Segismundo Toxicómano - "2 bandas del punk 2ª generación": - Skontra - Akto Vandáliko |  |

### Derrame Rock 10
Recinto Deportivo de Agones, Pravia
1, 2 y 3 de julio de 2005
| Día 1 -Escenario Sol Música - Orishas - Mala Rodríguez - Eskorzo - La Pulquería - Savia - Skunk D.F. - Human -Escenario San Miguel - Gatillazo - Boikot - A.N.I.M.A.L. - Habeas Corpus - Dixebra - Los Reconoces - Ñu | Día 2 -Escenario Sol Música - El Bicho - O'Funk'Illo - Skalariak - Hora Zulú - Vacazul - Albertucho - Sabandijas -Escenario San Miguel - Rage - Reincidentes - Def Con Dos - Fe de Ratas - El Último Ke Zierre - Sínkope - Discordia | Día 3 - Mägo de Oz - Los Berrones - Transfer - Despistaos - Mamá Ladilla - Adgar - No Apto - Null System - Efecto Parra - Bassotti |  |

(Def con Dos sustituyó a Toy Dolls y Banda Bassotti se incorporó tardíamente)

### Derrame Rock 11
Recinto Deportivo de Agones, Pravia
29, 30 de junio y 1 de julio de 2006
| Día 29 - Amparanoia - Sonora - Jacky Trap | Día 30 -Escenario Sol Música - Celtas Cortos - Def Con Dos - SFDK - Dark la eMe - The Locos - Poncho K - Skama la Rede -Escenario Santo Grial - Helloween - Banda Bassotti - Habeas Corpus - Segismundo Toxicómano - Axxis - Ars Amandi - Desorden | Día 1 -Escenario Sol Música - Los Delinqüentes - Hamlet - La Excepción - Huecco - Estirpe - Dikers - Ermitaños del Río -Escenario Santo Grial - Barricada - Skalariak - Koma - El Último Ke Zierre - Sínkope - Parabellum - No Apto |  |

(Poncho K sustituyó a El Combolinga y Ars Amandi sustituyó a Saurom, Desorden sustituyó a Dogfight a última hora y Skama la Rede se incorporó tardíamente)

### Derrame Rock 12
Recinto Deportivo de Agones, Pravia
28, 29 y 30 de junio de 2007
| Día 28 - MeN - The Bon Scott Band | Día 29 - Rosendo - Gatillazo - Piperrak - Ilegales - Barón Rojo - Kaotiko - The Locos - Tendencia - Disidencia - Lujuria - Skunk D.F. - Obrint Pas - Mallory Knox - Marienbad - Dr. Sapo | Día 30 - Mojinos Escozíos - Los Suaves - Hamlet - Fe de Ratas - Albertucho - King Putreak & Manolo Kabezabolo - Benito Kamelas - Dixebra - Circus Maximus - Skama la Rede - Alto Volto -Fin de fiesta con la gira Ni un paso atrás - Reincidentes - Porretas - Boikot - Sonora |  |

### Derrame Rock 13
Recinto Deportivo de Agones, Pravia
17, 18 y 19 de julio de 2008
| Día 17 - Fe de ratas - Escuela de odio | Día 18 - Siniestro total - Los Suaves - GBH - Betagarri - Hora Zulu - Segismundo Toxicomano - Albertucho - Lendakaris muertos - Avalanch - Benito Kamelas | Día 19 - Barricada - Banda Bassotti - Albert Pla - Narco - Koma - Barón Rojo - La Pulkeria - El Último Ke Zierre - Habeas Corpus - Escuela de odio - Strawberry Hardcore - Tendencia - Uzzhuaïa - Fuckop Family - Ni por favor ni hostias |  |

### Derrame Rock 14
Recinto Deportivo de Agones, Pravia
previsto para los día 11 y 12 de julio de 2009